# Combo Colossale
Combo Colossale was een Duitse band uit de NDW-periode

## Carrière

### Als de band Murphy
Voorganger van de band Combo Colossale was de reeds in 1975 geformeerde band Murphy. Deze speelde anglo-amerikaanse mainstream-rock en trad op op kleine festivals en schoolfeesten. Al in de jaren 1970 werkte Murphy met Duitse teksten. Na de ontdekking door de toekomstige producent Hermann Hausmann publiceerde de band in 1981 vooreerst onder het pseudoniem Mike Telly Band de single In the morning of my life bij het label Jupiter Records in de typische sound van de jaren 1970-discomuziek. Een derde plaats bij het talentenfestival van de Duitse Phono-Akademie in Würzburg zorgde in 1982 voor verdere publicatie van drie eigen composities op de WDR-sampler Rock-Studio (Emi Group) onder de bandnaam Murphy.
Tijdens deze periode kreeg de band door Hausmann een demo aangeboden. Het nummer was geschreven door Hans Blum, beter bekend als Henry Valentino. Het betrof hier de oorspronkelijke versie van de latere NDW-klassieker Puppen weinen nicht, die gezamenlijk werd bewerkt door frontman Michael Flexig, toetsenist Rainer Przywara en gitarist Detlev Jachzek. Daarop volgde een contract bij Repertoire Records. Uiteraard diende er een nieuwe bandnaam te worden gekozen, omdat de naam Murphy niet meer paste bij de nieuwe muziekstijl. De Combo Colossale was geboren.

### Als Combo Colossale
In 1982 was het eerste grote tv-optreden van de band uit Hannover. Naast Hubert Kah met Sternenhimmel presenteerde de band hun nummer Puppen weinen nicht in het tv-programma Der ZDF-Showexpress van Michael Schanze en deze werd meteen als single gepubliceerd, met een notering in de Duitse singlehitlijst. De band toerde dwars door Duitsland en bracht in 1983 het album Combo Colossale uit.
Maar ook de Combo Colossale bleef door de achteruitgang van de NDW niets bespaard. De verkoopcijfers van de tweede single Julia waren niet bemoedigend en de publieke interesse aan de band verzwakte aanzienlijk. Met het nummer Drinnen tanzen sie Samba (1983) scoorden ze nog een succes, die tegenwoordig nog op enkele NDW-samplers te vinden is. De laatste gezamenlijke single was Eis und Feuer – My Oh My, de Duitse coverversie van de Slade-klassieker My Oh My. Daarna kwamen er interne problemen binnen de band. Flexig wisselde naar de EMI Group en verliet Duitsland om te werken met de hardrockband Zeno. De overgebleven bandleden probeerden nog om de laatste single König für eine Nacht te lanceren, maar de band kon niet meer evenaren aan het succes van de voorgaande singles. Het project Combo Colossale werd ontbonden in 1985.

## Hereniging
In 2002 kwamen de vijf bandleden weer samen en speelden ter gelegenheid van het 20-jarig bestaan van de band enkele optredens. Enkele nieuwe nummers ontstonden en werden op de enkele concerten samen met de oude hits gepresenteerd. De band publiceerde in 2002 onder het synoniem Herbert singt de maxi-cd Schröder oder Stoiber. In 2008 zong frontman Flexig met het project NDW Goes INDUSTRIAL van de Erfurter band Seven Seals enige nummers opnieuw in. Hieruit ontstond het album Deutsche Welle 2.0, dat in maart 2012 was verschenen bij Timezone Records. Het bevat onder andere de NDW-klassieker Puppen weinen nicht, die Flexig in een nieuwe versie had opgenomen en verdere hits van andere fameuze artiesten uit de NDW-periode, waaronder Fräulein Mencke, Ixi en Hubert Kah. In april 2015 bracht Michael Flexig een nieuw album uit bij het label Yellow-Snake-Records als Michael Flexig presenta Combo Colossale e Amici, dat de complete band-discografie bevat van de vroege jaren 1980 en vier nieuwe songs, die deels met medewerking van Geier Sturzflug-frontman Friedel Geratsch waren ontstaan. Het album draagt de titel Porto Allegro.

## Discografie
- 1982: Puppen weinen nicht (7"), (Repertoire)
  - Puppen weinen nicht (3:35) /  Schollen und Flundern (2:34)
- 1983: Puppen weinen nicht, TOP Records 2200 (7") (Italië)
  - Puppen weinen nicht (3:35) /  Schollen und Flundern (2:34)
- Combo Colossale (LP/MC), (Repertoire)
  - Julia (3:25) /  Puppen weinen nicht (3:35)
  - Herbei (3:45) / Brot und Spiele (2:53)
  - Elisabeth Serenade (2:02) / Keine Zeit für mich (2:58)
  - Wolfgang Amadeus (3:02) / Schollen und Flundern (2:34)
  - Zeppelin (3:17) / Sorglos (4:18)
  - Bäumchen (1:52) / Finanzgenie (3:18)
- Julia (7"), (Repertoire)
  - Julia (3:25) /  Brot und Spiele (2:53)
- Finanzgenie (7"), (Dureco Benelux 47.66)
  - Finanzgenie (3:18) /  Sorglos (4:18)
- Drinnen tanzen sie Samba (Repertoire 7"/12")
  - Drinnen tanzen sie Samba (3:58) /  Wolfgang Amadeus (3:02)
  - Drinnen tanzen sie Samba (5:02) /  Wir fahr'n mit der Galeere (4:40)
- 1984: Eis und Feuer (Repertoire 7")
  - Eis und Feuer (4:18) (Duitse versie van het nummer My oh my van Slade) /  Wir fahr'n mit der Galeere (3:58)
- Wir Sind Fans Vom HSV (My-Oh-My), (Repertoire 7")
  - Wir sind Fans vom HSV (4:18) (Pseudonym: Michael Petersen und die Kuddls von der Elbe) /  Zeppelin (3:58) (Combo Colossale)
- 1985: König für eine Nacht (Repertoir 7") 
  - König für eine Nacht (3:54) /  Nichts mehr zu verlieren (3:40)
- 2002: Schröder oder Stoiber, (Pseudonym Herbert singt:), (Magic Minds Record XS 2002-01 MMR, maxisingle)
  - 1. Radio-Version (2:56)
  - 2. KDW-Karaoke Version (2:53)
  - 3. Happy-Night-Maxi (6:19)

## Samplers
- Die neuen Spitzen
- Fan Fan Fantastisch
- Ich kann Rhythmus!
- Neue Deutsche Welle Vol. 1
- Hit-Blitz: Die Deutsche Superhit-Parade (2)
- Neue Deutsche Welle 2
- Stars und Die aktuelle Schaubude helfen der Stiftung Alsterdorfer Anstalten, präsentiert von Victoria Voncampe und Carlo von Tiedemann
- Starke Töne
- NDW-Vom Feinsten (Box-Set)
- Die Top-Hits der Neuen Deutschen Welle (Box-Set)
- Fetenhits – Neue Deutsche Welle
- NDW Mega Fete
- NDW – Die größten Hits der Neuen Deutschen Welle / Endlos Party Mix
- My Generation - Neudeutsch & die Welle
- Star Collection: Neue Deutsche Welle
- World Pop Masters – Wild Dancing
- Affenstark 134 – Back in Deutsch (2009)